# Auguste Gauvain
Auguste Gauvain, född den 6 oktober 1861 i Vesoul, död den 18 april 1931 i Pau, var en fransk journalist.
Efter att under ett tiotal år varit Europeiska Donaukommissionens sekreterare blev Gauvain 1908 chef för utrikespolitiska avdelningen i Jurnal des débats. Genom grundliga studier synnerligen väl bevandrad i folkrättsliga och utrikespolitiska spörsmål, var Gauvain en av den franska dagspressens främsta pennor. Ett flertal av hans artiklar från krigsåren utgavs senare i bokform, bland annat under titeln L'Europe au jour le jour.

## Fotnoter
1. ↑  läs online, www.culture.gouv.fr .[källa från Wikidata]
2. ↑  Bibliothèque nationale de France, BnF Catalogue général : öppen dataplattform, id-nummer i Frankrikes nationalbiblioteks katalog: 12768819f, läst: 10 oktober 2015.[källa från Wikidata]
3. ↑  Léonoredatabasen, Frankrikes kulturministerium, läs online.[källa från Wikidata]